# Восточный (Стерлитамакский район)
Восточный (баш. Восточный) — деревня в Стерлитамакском районе Республики Башкортостан Российской Федерации. Входит в состав Казадаевского сельсовета. 

## География

### Географическое положение
Расстояние до:
- районного центра (Стерлитамак): 11 км,
- центра сельсовета (Новое Барятино): 5 км,
- ближайшей ж/д станции (Стерлитамак): 11 км.

## Население
| 2002 | 2009 | 2010 |
| ---- | ---- | ---- |
| 11   | ↗28  | ↘17  |

Национальный состав
Согласно переписи 2002 года, преобладающие национальности — русские (55 %), чуваши (36 %).